# Mokro (Pale, BiH)
Mokro je naselje u općini Pale, Republika Srpska, BiH.

## Vanjske poveznice
- Satelitska snimka[neaktivna poveznica]